# Diplodocus hallorum
Espèce
Synonymes
- † Seismosaurus hallorum
- † Seismosaurus halli
- † Diplodocus longus

Diplodocus hallorum est une espèce éteinte de très grands dinosaures herbivores sauropodes de la famille des diplodocidés ayant vécu au Jurassique supérieur (Kimméridgien supérieur), entre 154 et 152 Ma (millions d'années), en Amérique du Nord où il a été découvert dans la partie moyenne et supérieure de la formation géologique de Morrison dans les états de l'ouest des États-Unis.

## Historique
Diplodocus hallorum a été découvert en 1979 sous la forme d'un squelette partiel (référencé NMMNH P-3690) comprenant des vertèbres, des côtes et un pelvis. Il a été décrit en 1991 par D. Gillette sous le nom de Seismosaurus halli,. George Olshevsky a par la suite proposé de le renommer S. hallorum, invoquant une erreur grammaticale de l'inventeur, ce dont D. Gillette s'est acquitté en 1994 et qui a ensuite été repris par la plupart des paléontologues dont K. Carpenter.
En 2004, lors d'une présentation à l'assemblée annuelle de la société américaine de géologie, S. Lucas et ses collègues ont expliqué qu'on devait considérer Seismosaurus comme un synonyme junior du genre Diplodocus. Ceci a été suivi par une publication plus détaillée en 2006, qui non seulement rebaptisait l'espèce Diplodocus hallorum, mais émettait aussi l'hypothèse qu'il pourrait s'agir de la même espèce que D. longus. La supposition que D. hallorum doive être considéré comme un spécimen de D. longus a également été reprise par les auteurs d'une redescription de Supersaurus, réfutant une hypothèse précédente qui considérait Seismosaurus et Supersaurus comme étant les mêmes genres.
En 2015, l'analyse phylogénétique des diplodocidés conduite par E. Tschopp et ses collègues conclut que les spécimens les plus complets de D. longus sont bien de la même espèce que D. hallorum, et que les autres attribués à D. longus devaient être considérés comme des nomen dubia.

## Description

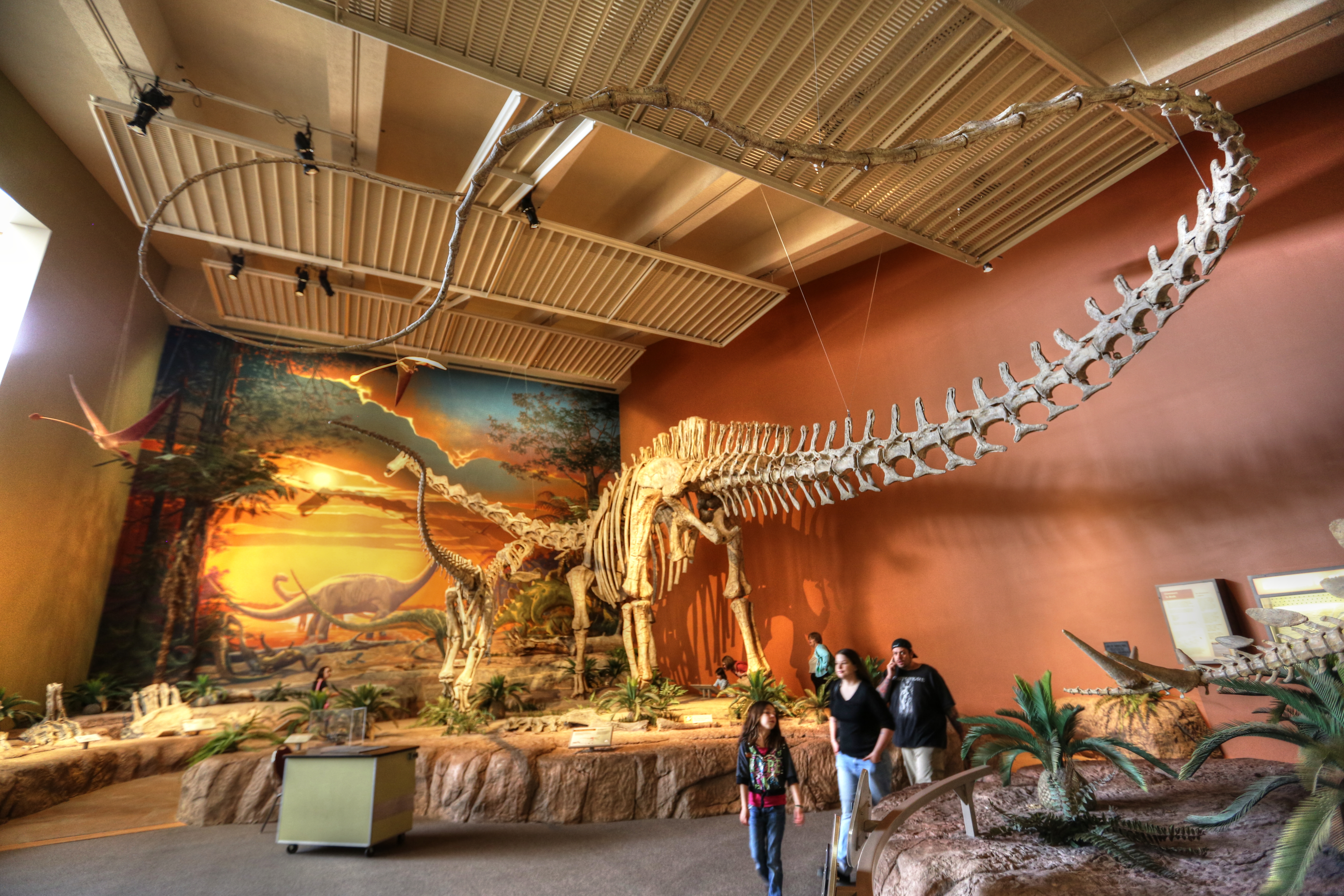
Squelette reconstitué de D. hallorum montrant les os de sa queue avec, sur la partie ventrale, les chevrons.
New Mexico Museum of Natural History and Science.

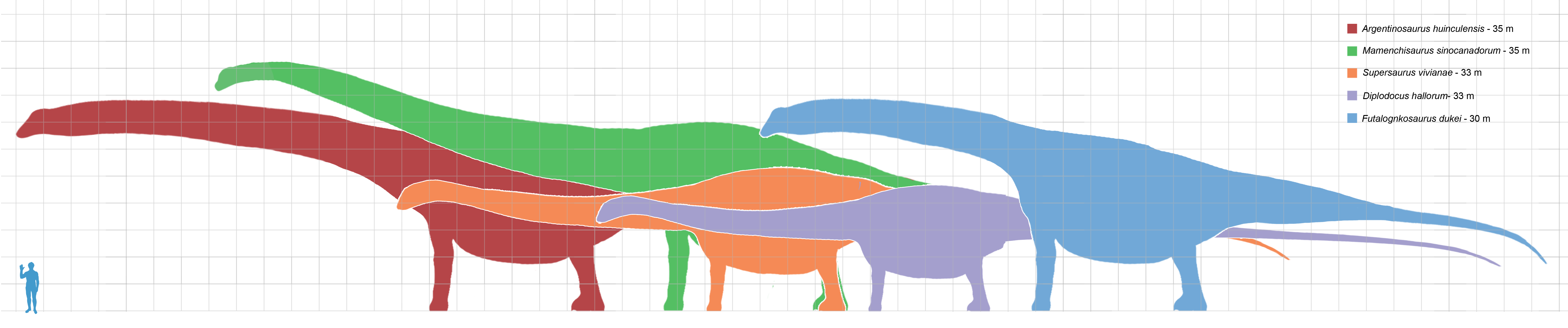
Diagramme montrant la taille de différents sauropodes comparée à celle d'un humain,
Diplodocus hallorum est en violet.

C'est un très grand quadrupède herbivore au long cou, avec une longue queue en forme de fouet. Ses pattes antérieures sont légèrement plus courtes que ses membres postérieurs, ce qui lui donnait une posture horizontale. Le long cou, la longue queue et les quatre pattes robustes le font, mécaniquement, ressembler à un pont suspendu.
Comme souvent chez les sauropodes, on a retrouvé, parmi les ossements, plus de 200 pierres rondes et polies, des gastrolithes qui facilitaient le broyage des fibres végétales les plus résistantes et aidaient ainsi à la digestion.

### Taille
Diplodocus hallorum n'est connu qu'à partir de restes fossiles partiels, ce qui rend l'estimation de sa taille délicate. Sa longueur totale a été historiquement surévaluée avec une valeur de 54 mètres extrapolée à partir de restes partiels de Seismosaurus hallorum, ancien nom de D. hallorum, par l'inventeur de cette espèce, David Gillette en 1991. Cette longueur en faisait alors le plus long dinosaure connu à l'exclusion du genre Amphicoelias, évalué toutefois à partir de restes encore plus fragmentaires.
Thomas Holtz en 2011 estime la taille de D. hallorum à 30 mètres, après que Kenneth Carpenter a constaté en 2006 que D. Gillette avait positionné trop en arrière certaines vertèbres caudales et que la treizième vertèbre de la queue de D. carnegii, qui servait de modèle pour évaluer la longueur de D. hallorum, appartenait en fait à un autre spécimen. La masse de D. hallorum pouvait atteindre 24 tonnes.